# 야쿠르트
야쿠르트(Yakult, 일본어: ヤクルト, Yakuruto 야쿠루토[*])는 일본의 야쿠르트 혼샤가 제조·판매하는 유제품 유산균 음료이다.

## 개요
야쿠르트는 교토 대학 의학부에서 미생물을 연구하고 있던 의학 박사 시로타 미노루가, 1930년에 발효된 우유와 유산균의 일종인 락토바실루스 카세이의 시로타 변종(Lactobacillus casei Shirota)의 강화 배양에 성공해, 1935년에 후쿠오카현 후쿠오카시에서 다이타보호균연구소(代田保護菌研究所) 아래에 음료로서 제조·판매를 개시한 것으로 시작되고 있다.
‘야쿠르트’(Yakult)라는 상품명은 요구르트를 뜻하는 에스페란토 낱말 ‘야후르토’(에스페란토: jahurto)를 일본어식으로 변형한 조어이다.
일본 내에서 야쿠르트의 판매량이 최다를 기록한 것은 1972년으로, 1일 평균으로 1,600만개를 매상했다. 이것은 약 7명에 1명이 매일 야쿠르트를 마시고 있던 계산이 된다. 2006년 4월 기준에서는, 오리지날의 야쿠르트 만으로 1일 약 300만개, 패밀리 상품을 포함하면 약 900만개가 판매되고 있다.
대한민국에서는 유산균 발효유가 생소했던 1969년에 ‘대한민국 발효유 산업의 선구자’로 불리는 故 윤덕병 회장이 Hy(한국야쿠르트)를 설립해, 야쿠르트 혼샤와의 기술제휴를 통해 야쿠르트를 최초로 출시했다. 이후 타 기업에서도 이와 같은 방식으로 만든 유산균 발효유들을 생산하였으나, ‘야쿠르트’가 한국야쿠르트의 상표명이기 때문에 ‘요구르트’라는 이름으로 판매하고 있다.

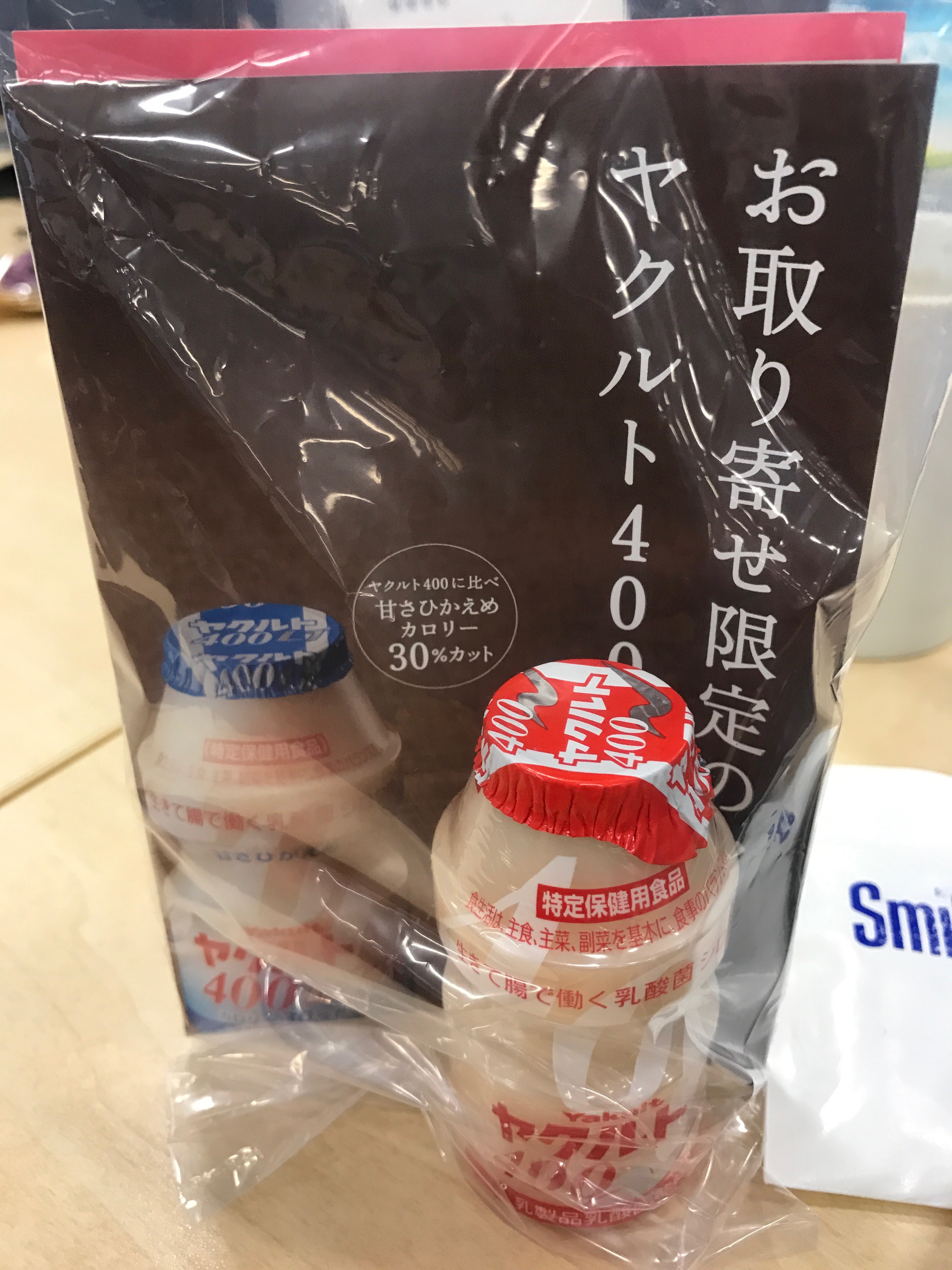
야쿠르트400

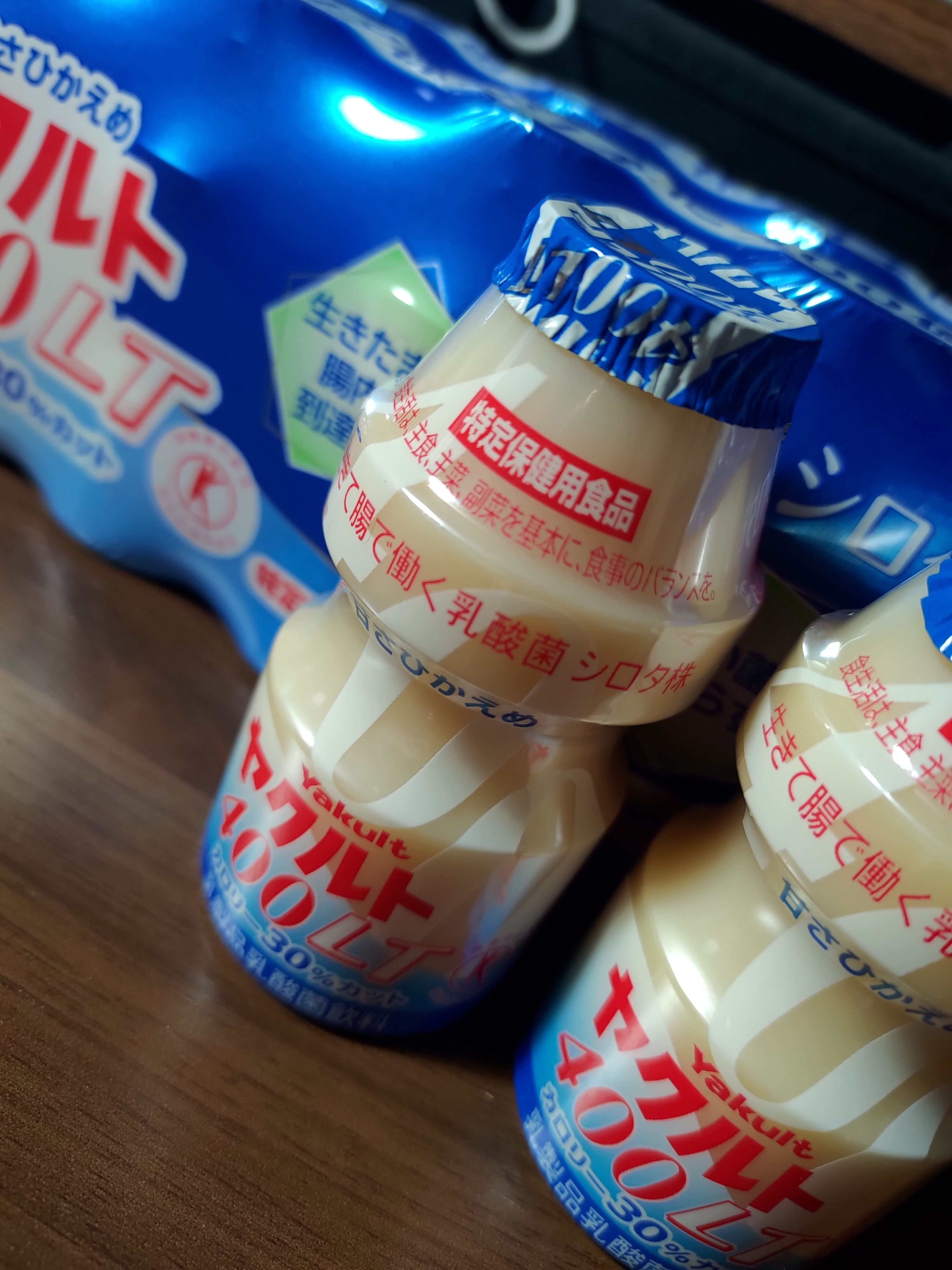
야쿠르트400LT

### 연혁
- 1930년 - 시로타 미노루가 락토바실루스 카세이의 시로타 변종의 강화, 배양에 성공.
- 1935년 - 다이타보호균연구소가 후쿠오카현 후쿠오카시에서 야쿠르트의 제조·판매를 개시.[3]
- 1938년 - ‘야쿠르트’의 상표를 등록.
- 1963년 - 레이디 판매점 시스템(야쿠르트 레이디)의 도입을 개시.
- 1968년 10월 - 용기를 플라스틱으로 변경.
- 1981년 - ‘야쿠르트 80’ 출시. 내용량 80ml. 시로타 변종 100억개. 비타민 C와 칼슘을 강화. 택배 전용 상품.
- 1991년 - ‘야쿠르트 80Ace’ 출시. 야쿠르트 80의 리뉴얼품. 시로타 변종 300억 개.
- 1998년 - ‘야쿠르트 LT’ 출시. 설탕 미사용. 내용량 65ml. 시로타 변종 150억개.
- 1998년 - 야쿠르트가 특정 보건용 식품의 표시의 허가를 받는다.
- 2001년 - ‘야쿠르트 80AceLT’ 출시.
- 2005년 - ‘야쿠르트 300V’ 출시. 내용량 80ml. 시로타 변종 300억개. 갈락토 올리고당, 비타민 C, 비타민 E를 배합.
- 2008년 - ‘야쿠르트 SHEs’ 출시. 칼슘, 철, 콜라겐 등을 배합. 복숭아 맛.
- 2008년 - ‘야쿠르트 400LT’ 출시.
- 2009년 - ‘야쿠르트 칼로리 하프’ 출시.
- 2011년 - 야쿠르트의 용기가 입체상표등록을 받는다.
- 2013년 - ‘야쿠르트 Ace’ 출시.
- 2013년 - ‘New 야쿠르트’, ‘New 야쿠르트 칼로리 하프’ 출시. 시로타 변종을 150억개에서 200억개로 늘렸다.
- 2014년 - ‘야쿠르트 골드’ 출시. 글루코사민, 로열 젤리, 칼슘 등을 배합.
- 2014년 - 떠먹는 타입의 ‘야쿠르트 컵 de 야쿠르트’ 출시.
- 2019년 10월 - 야쿠르트 사상 최고 밀도, 시로타 변종 1000억개. 최초의 기능성 표시 제품의 ‘Yakult(야쿠르트) 1000’ 출시.

## 용기

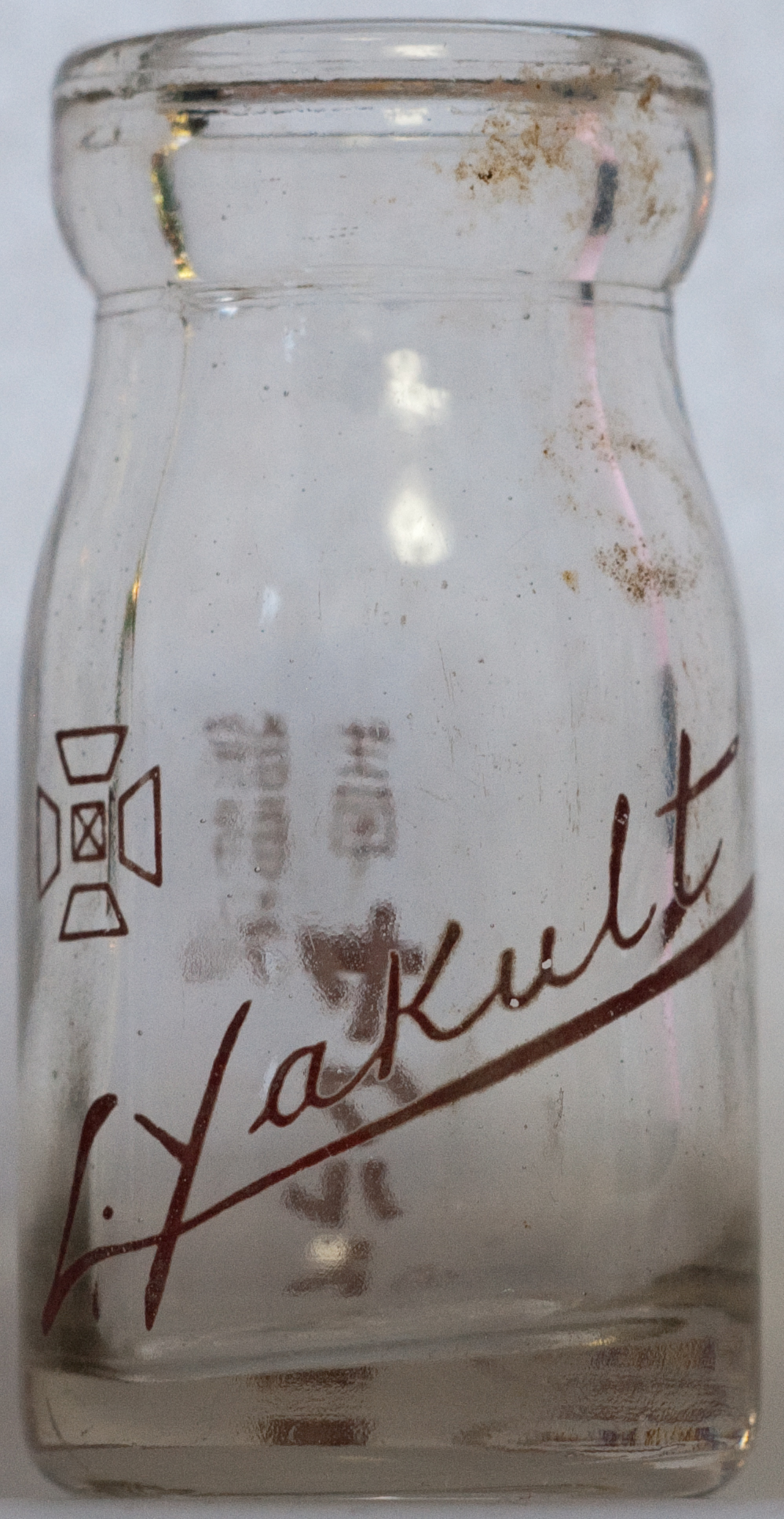
야쿠르트 유리병 용기

첫 출시 이후, 야쿠르트 용기는 유리병이 사용되었다. 제2차 세계대전 후 곧바로는, 판매점마다 독자적인 병을 사용해, 용량도 몇 종류 있었던 적도 있었다. 유리병 용기는 우유병을 작게 한 형태로, 병구는 종이마개로 닫히고, 우유병과 마찬가지로 전용의 종이 뚜껑이 나뉘어 있었다. 그러나 유리병에는 회수에 시간이 걸리는 문제가 있었다. 또한, 1963년에 레이디 판매점 제도가 시작되었지만, 중량이 있는 유리병은 여성에게는 큰 부담이 되는 단점이 되었다.
그로 인해, 1968년 10월에는 플라스틱제 용기가 채용되었다. 이 용기의 디자인은 인테리어 디자이너로서 유명한 켄모치 이사무가 담당. 용기의 중앙에 설치된 수축에는 용기를 잡기 쉽게 하는 기능이 있어, 용기를 떨어뜨리지 않고 확실히 잡을 수 있었다.  또한, 용기 안의 액체가 일단 수축으로 멈추어 단번에 흘러나오지 않는 데다, 용기 전체가 안정되어 제조 라인상에서 넘어지기 어렵다는 이점도 있었다. 용기는 산과 알칼리 모두 강하고 안전성이 높고 위생적인 폴리스티렌이 채용되었다. 또한, 외부로부터의 공기의 혼입에 의한 품질 열화를 방지하기 위해서, 캡은 고순도 알루미늄박제로 되어, 용기에 밀착하도록 밀봉 가공을 실시하였다. 65ml의 용량은 노인과 어린이가 한 번에 마실 수 있다는 점을 고려하여 결정되었다.
이 용기는 2008년도 굿디자인 롱라이프 디자인상을 수상하였다.
또한, 이 용기의 형상은 입체 상표로서 등록되어 있다.  야쿠르트는 1997년에 용기의 입체상표를 출원했지만 특허청은 등록할 수 없다는 판단을 나타내고 대법원까지 다투었지만 인정받지 못했다. 그 후, 2008년 5월에 지적 재산 고등 재판소에서 코카콜라의 병의 입체 상표를 인정하는 판결을 냈기 때문에, 야쿠르트도 같은 해 9월에 다시 입체 상표를 출원. 특허청은 등록을 인정하지 않았지만, 2010년 11월에 지적 재산 고등 재판소에서의 특허청의 판단이 취소되어 입체상표가 등록되게 되었다.

## 판매

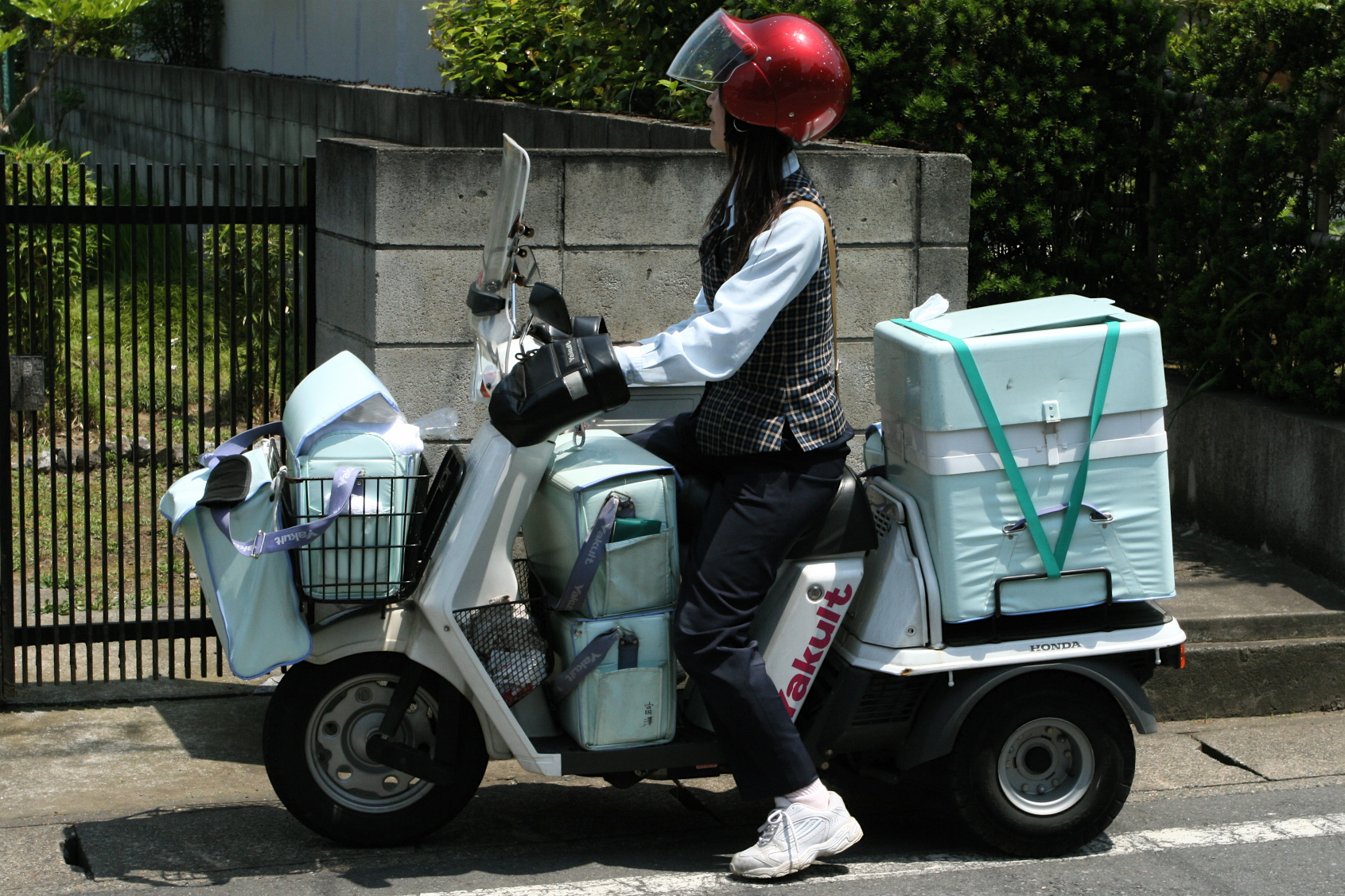
야쿠르트 레이디

야쿠르트는 발매 당초부터 택배로 판매되어 왔다. 이것은 야쿠르트의 장점을 고객에게 설명하고 대중화할 필요가 있었기 때문이다. 발매 당초는 우유 판매점을 중심으로 판매되고 있었지만, 1940년부터 야쿠르트를 전문으로 판매하는 다이타보호균연구소가 일본 각지에 설립되어, 많은 때에는 500사를 세워졌다고 한다.
1955년에 야쿠르트 혼샤가 설립되어 전국의 판매회사를 통괄하게 되었다. 또한, 1963년에는 레이디 판매점(현재의 야쿠르트 레이디)의 시스템이 도입되었다. 야쿠르트 중에는 택배 전용으로 일반 소매점에서는 판매되지 않는 제품도 있다.
대한민국에서는 Hy(한국야쿠르트)의 故 윤덕병 회장이 1971년 8월 ‘야쿠르트아줌마’라는 방문 판매시스템을 도입하며 사업을 확장시켰고, 이는 여성들의 일자리 창출과 국내 유통의 발전으로 이어졌다. 현재는 50주년을 맞이해 ‘프레시 매니저’라는 이름으로 변경되었다.

## 제품
야쿠르트는 1970년대까지 오리지널의 1종류만이 판매되고 있었다. 덧붙여 1960년 무렵에는, 균을 강화·단축 배양하기 위해, 클로렐라가 이용되고 있던 시기도 있었다. 그러나, 이 클로렐라를 배양할 때 사용하고 있던 망간이, 야쿠르트의 성분 중에도 과도하게 포함되어 있다고 하는 헛소문으로 인해 조속히 모습을 지우고 있다. 1980년대에 들어서면, 1981년의 야쿠르트 80의 발매를 시작으로, 라인 상품이 전개되어, 단맛을 억제하거나, 시로타 변종의 수를 늘린 제품이 발매되게 되었다.
2019년 10월 기준에서는, 이하의 8제품이 발매되고 있다.
| 제품                    | 보건기능식품     | 내용량 | 용기                              | 특징                                            |
| ----------------------- | ---------------- | ------ | --------------------------------- | ----------------------------------------------- |
| New야쿠르트             | 특정 보건용 식품 | 65ml   | 알루미늄 캡이있는 폴리스티렌 용기 | [ 11 ]                                          |
| New야쿠르트 칼로리 반   | -                | 65ml   | 알루미늄 캡이있는 폴리스티렌 용기 | New 야쿠르트에 비해 칼로리·탄수화물이 50% 낮음  |
| 야쿠르트400             | 특정 보건용 식품 | 80ml   | 알루미늄 캡이있는 폴리스티렌 용기 | 택배 한정                                       |
| 야쿠르트400LT           | 특정 보건용 식품 | 80ml   | 알루미늄 캡이있는 폴리스티렌 용기 | 택배 한정 야쿠르트 400에 비해 칼로리가 30% 낮음 |
| 야쿠르트Ace             | 특정 보건용 식품 | 80ml   | 알루미늄 캡이있는 폴리스티렌 용기 | [ 15 ]                                          |
| 매일 마시는 야쿠르트    | -                | 100ml  | 종이 용기 + 폴리에틸렌 뚜껑       | 세븐 & 아이 그룹의 매장에서 판매                |
| 신바이오틱스 야쿠르트 W | -                | 100ml  | 종이 용기 + 폴리에틸렌 뚜껑       | [ 17 ]                                          |
| Yakult (야쿠르트) 1000  | 기능성 표시 식품 | 100ml  | 알루미늄 캡이있는 폴리스티렌 용기 | 택배 한정·동일본 지역 한정 판매                 |

## 갤러리

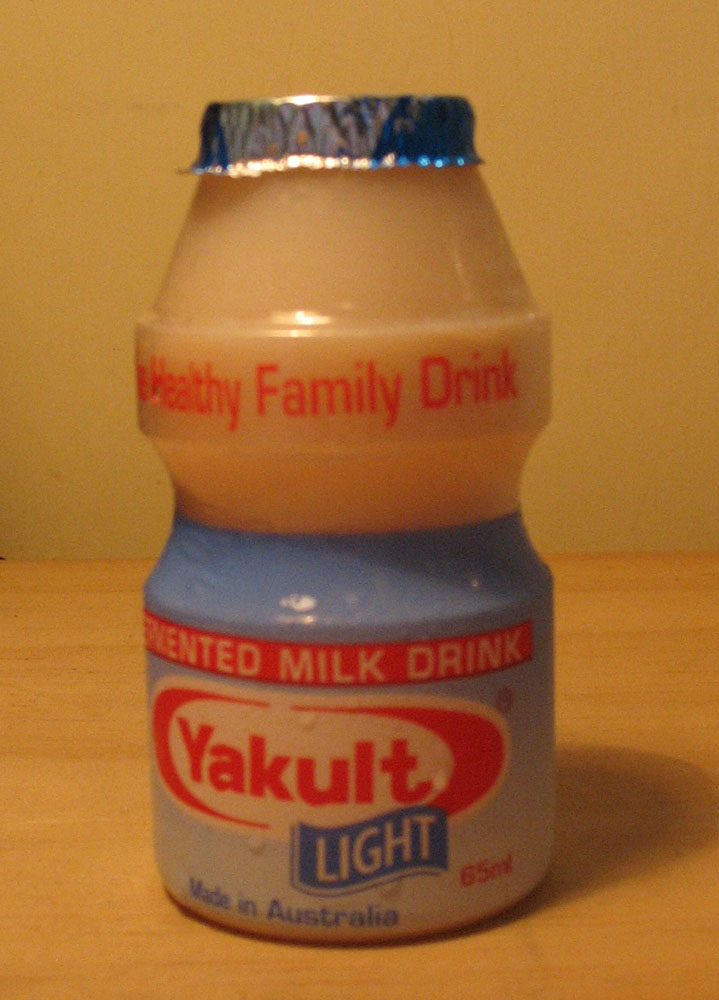
일본의 야쿠르트. 진한색을 띤다.
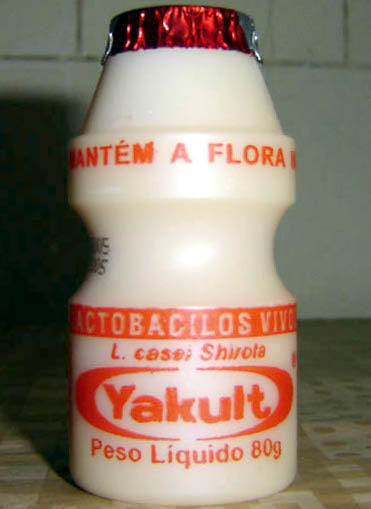
한국의 야쿠르트. 연한색을 띤다.

## 같이 보기

### 일반 주제
- 우유
- 요구르트
- 한국야쿠르트
- 프로바이오틱
- 유산균

### 국가별 대표 회사
- 야쿠르트 혼샤 : 일본의 제조·판매 기업
- 한국야쿠르트 : 대한민국의 제조·판매 기업